# UCI Oceania Tour de 2015
O UCI Oceania Tour 2015 é a décima-primeira edição do calendário ciclístico internacional da Oceania. Iniciou-se a 28 de janeiro na Nova Zelândia com o New Zealand Cycle Classic, e terminou a 28 de fevereiro com The REV Classic igualmente na Nova Zelândia. Também fizeram parte, as carreiras em estrada e contrarrelógio para elite e a contrarrelógio sub-23 do Campeonato Oceânico de Ciclismo em Estrada.
O ganhador foi o neozelandês Taylor Gunman depois de proclamar-se campeão da Oceania e ganhar a New Zealand Cycle Classic. Por equipas o triunfo foi para a Avanti Racing Team. As classificações por países ainda estão em disputa e fechar-se-ão a final de ano quando finalizem o resto dos circuitos continentais.

## Equipas
As equipas que puderam participar nas diferentes carreiras dependeram da categoria das mesmas.
| Categoria      | Categoria                        | Equipas                                                                                           |
| -------------- | -------------------------------- | ------------------------------------------------------------------------------------------------- |
| .HC            | 1.hc (Carreira de um dia)        | * ProTeam (max 65%) * Profissionais Continentais * Continentais * Selecções nacionais             |
| .HC            | 2.hc (Carreira de vários dias)   | * ProTeam (max 65%) * Profissionais Continentais * Continentais * Selecções nacionais             |
| .1             | 1.1 (Carreira de um dia)         | * ProTeam (max 50%) * Profissionais Continentais * Continentais * Selecções nacionais             |
| .1             | 2.1 (Carreira de vários dias)    | * ProTeam (max 50%) * Profissionais Continentais * Continentais * Selecções nacionais             |
| .2             | 1.2 (Carreira de um dia)         | * Profissionais Continentais * Continentais * Selecções nacionais * Selecções regionais * Amadors |
| .2             | 2.2 (Carreira de vários dias)    | * Profissionais Continentais * Continentais * Selecções nacionais * Selecções regionais * Amadors |
| .Ncup (sub-23) | 1.ncup (Carreira de um dia)      | * Selecções nacionais * Selecções mistas                                                          |
| .Ncup (sub-23) | 2.ncup (Carreira de vários dias) | * Selecções nacionais * Selecções mistas                                                          |

## Calendário
As seguintes são as carreiras que compõem o calendário UCI Oceania Tour aprovado pela UCI

### Janeiro
| Data | Carreira                  | Cat. | Ganhador      | Equipa do ganhador |
| ---- | ------------------------- | ---- | ------------- | ------------------ |
| 28-1 | New Zealand Cycle Classic | 2.2  | Taylor Gunman | Avanti Racing      |

### Fevereiro
| Data   | Carreira                                  | Cat. | Ganhador        | Equipa do ganhador |
| ------ | ----------------------------------------- | ---- | --------------- | ------------------ |
| 1      | Cadel Evans Great Ocean Road Race         | 1.1  | Gianni Meersman | Etixx-Quick Step   |
| 4 ao 8 | Herald Sun Tour                           | 2.1  | Cameron Meyer   | Orica GreenEDGE    |
| 13     | Campeonato Oceânico Contrarrelógio sub-23 | CC   | Harry Carpenter |                    |
| 13     | Campeonato Oceânico Contrarrelógio        | CC   | Michael Hepburn | Orica GreenEDGE    |
| 15     | Campeonato Oceânico em Estrada            | CC   | Taylor Gunman   | Avanti Racing      |
| 28     | The REV Classic                           | 1.2  | Patrick Bevin   | Avanti Racing      |

## Classificações
- Nota: As classificações individual e por equipas são as finais, já que cumpriu-se o calendário.

### Individual
Integram-na todos os ciclistas que consigam pontos podendo pertencer tanto a equipas amadoras como profissionais, excepto os ciclistas de equipas UCI ProTeam.
| Posição | Ciclista           | Pontos |
| ------- | ------------------ | ------ |
| 1.º     | Taylor Gunman      | 152    |
| 2.º     | Patrick Bevin      | 135    |
| 3.º     | Joseph Cooper      | 100    |
| 4.º     | Jordan Kerby       | 74     |
| 5.º     | Jason Christie     | 72     |
| 6.º     | Thomas Davison     | 46     |
| 7.º     | James Oram         | 46     |
| 8.º     | Daniel Barry       | 44     |
| 9.º     | Samuel Horgan      | 30     |
| 10.º    | Neil Van der Ploeg | 29     |

| 11.º | Cameron Wurf     | 28 |
| 12.º | William Clarke   | 28 |
| 13.º | David Edwards    | 25 |
| 14.º | Craig Evers      | 22 |
| 15.º | Dion Smith       | 20 |
| 16.º | Robert Power     | 20 |
| 17.º | Steele Von Hoff  | 19 |
| 18.º | Brendan Canty    | 17 |
| 19.º | Harry Carpenter  | 16 |
| 20.º | Michael Torckler | 16 |

### Equipas
Só reservada para equipas profissionais de categoria Profissional Continental (2.ª categoria) e Continental (3.ª categoria), ficando excluídos tanto os UCI ProTeam como os amadoras. Se confeciona com o somatório de pontos que obtenha uma equipa com suas 8 melhores corredores na classificação individual. A classificação também a integram equipas que não estejam registados no continente.
| Posição | Equipa              | Pontos |
| ------- | ------------------- | ------ |
| 1.º     | Avanti              | 546    |
| 2.º     | Drapac              | 155    |
| 3.º     | Budget Forklifts    | 142    |
| 4.º     | Axeon               | 46     |
| 5.º     | Charter Mason-Giant | 25     |

| 6.º  | Data #3 Symantec-Skody | 22 |
| 7.º  | Hincapie Racing        | 20 |
| 8.°  | NFTO                   | 19 |
| 9.º  | MTN Qhubeka            | 14 |
| 10.º | UnitedHealthcare       | 14 |

### Países
Se confeciona mediante os pontos dos 10 melhores ciclistas de um país, não só os que consigam neste Circuito Continental, sina também os conseguidos em todos os circuitos. E inclusive se um corredor de um país deste circuito, só consegue pontos em outro circuito (Europa, Ásia, África, América), seus pontos vão a esta classificação. Ao igual que na classificação individual, os ciclistas podem pertencer tanto a equipas amadoras como profissionais, excepto os ciclistas de equipas UCI ProTeam.
| Posição | País          | Pontos |
| ------- | ------------- | ------ |
| 1.º     | Nova Zelândia | 861    |
| 2.º     | Austrália     | 430,5  |

### Países sub-23
| Posição | País          | Pontos |
| ------- | ------------- | ------ |
| 1.º     | Nova Zelândia | 200    |
| 2.º     | Austrália     | 177,5  |